# Charles Frodsham
Charles Frodsham (15 de abril de 1810 - 11 de enero de 1871) fue un distinguido relojero británico, que fundó la firma Charles Frodsham & Co, que sigue existiendo como la firma de fabricación de cronómetros con mayor actividad comercial continua en el mundo. En enero de 2018, la firma lanzó un nuevo cronómetro, culminando un período de dieciséis años en su desarrollo. Es el primer reloj que utiliza el escape de doble impulso ideado por George Daniels.

## Primeros años
Frodsham se educó en la Bluecoat School de Newgate, (Londres) y después fue aprendiz de su padre William James Frodsham (miembro de la Royal Society), un respetado fabricante de cronómetros y cofundador de Parkinson & Frodsham. Charles demostró sus prometedoras capacidades desde un principio, con dos cronómetros presentados a las Pruebas Premium de 1830 en Greenwich, uno de los cuales recibió el segundo premio. Nueve cronómetros más de Charles se inscribieron en las pruebas Premium hasta que estas cesaron en 1836.

## Establecimiento en el negocio

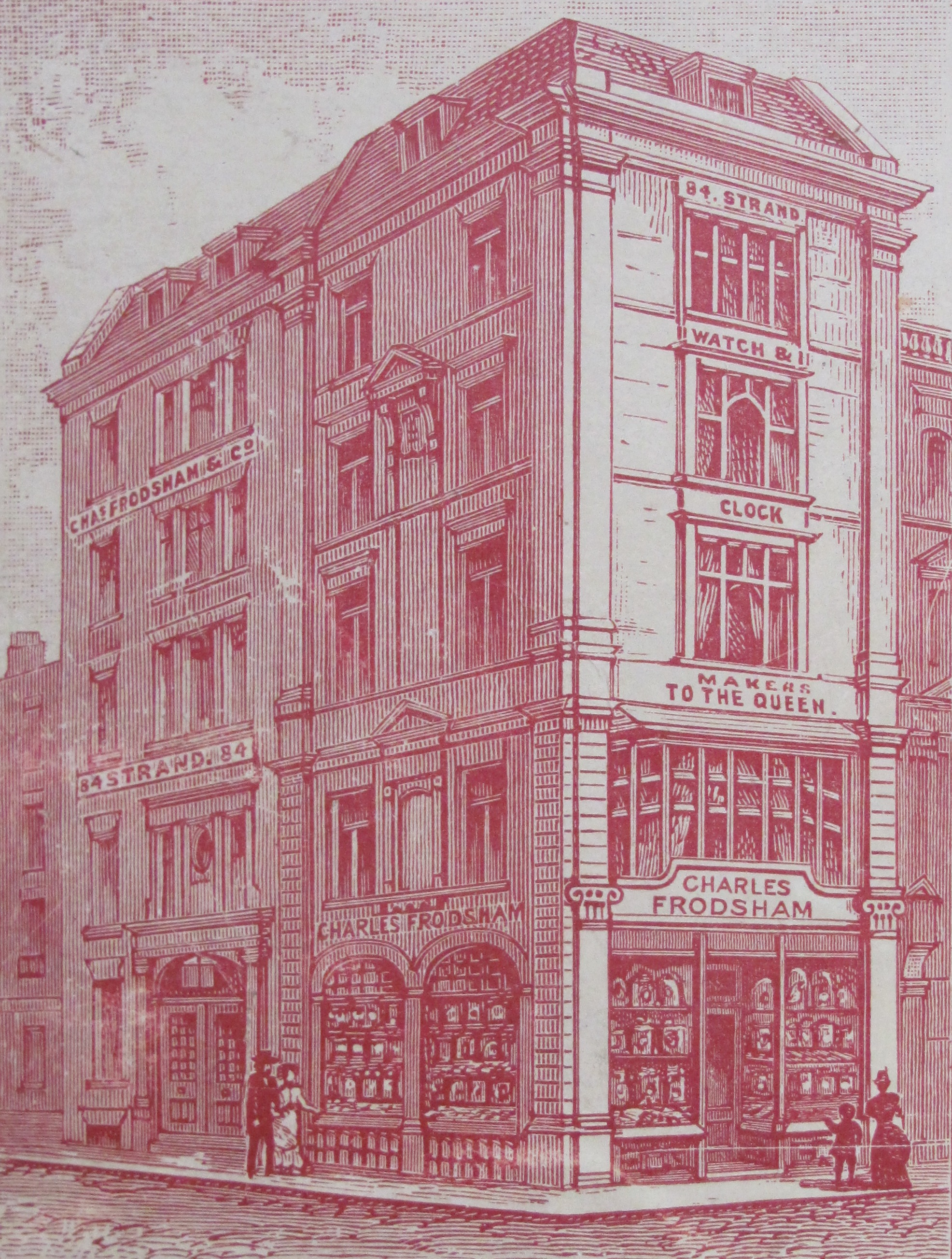
Local de Charles Frodsham, en el número 84 de la calle Strand

Poco después de casarse con Elizabeth Mill (1813-1879), Frodsham fundó en 1834 su propio negocio en el número 7 de Finsbury Pavement. Se estableció rápidamente como uno de los principales fabricantes de cronómetros de Londres. Con la muerte de otro importante fabricante de cronómetros, John Roger Arnold (hijo del eminente John Arnold), Charles adquirió el negocio de Arnold en 1843, trasladando su dirección familiar y comercial al número 84 de la calle Strand de Londres. La empresa siguió operando bajo el nombre de «Arnold & Frodsham, fabricantes de cronómetros» hasta 1858.

## Brillantez técnica
Charles Frodsham fue un prolífico y muy respetado autor de libros sobre relojería, y además publicó numerosos artículos sobre la disciplina. Mantuvo correspondencia con el Astrónomo Real George Biddell Airy durante muchos años, gran parte de cuya correspondencia se conserva en la Biblioteca de la Universidad de Cambridge, y cubre temas como el error debido a la temperatura media, los trenes rápidos defendidos por Thomas Earnshaw, la hora media de Greenwich y el remontuar de Airy. En 1871, Frodsham publicó "La historia del cronómetro marino", el primer tratamiento del tema en lengua inglesa.

## Exposiciones, premios y medallas
Frodsham recibió la Medalla Telford de la Institución de Ingenieros Civiles por su conferencia de 1847 sobre las leyes del isocronismo. En la Gran Exposición de 1851 le fue concedida una medalla de primera clase por sus cronómetros. La empresa ganó catorce medallas y otros honores en importantes exposiciones internacionales durante el resto del siglo XIX. En la Exposición Universal de Londres (1862), Frodsham no solo expuso, sino que también fue uno de los jurados y redactó el detallado informe de la sección de relojería.

## Sucesor de Vulliamy

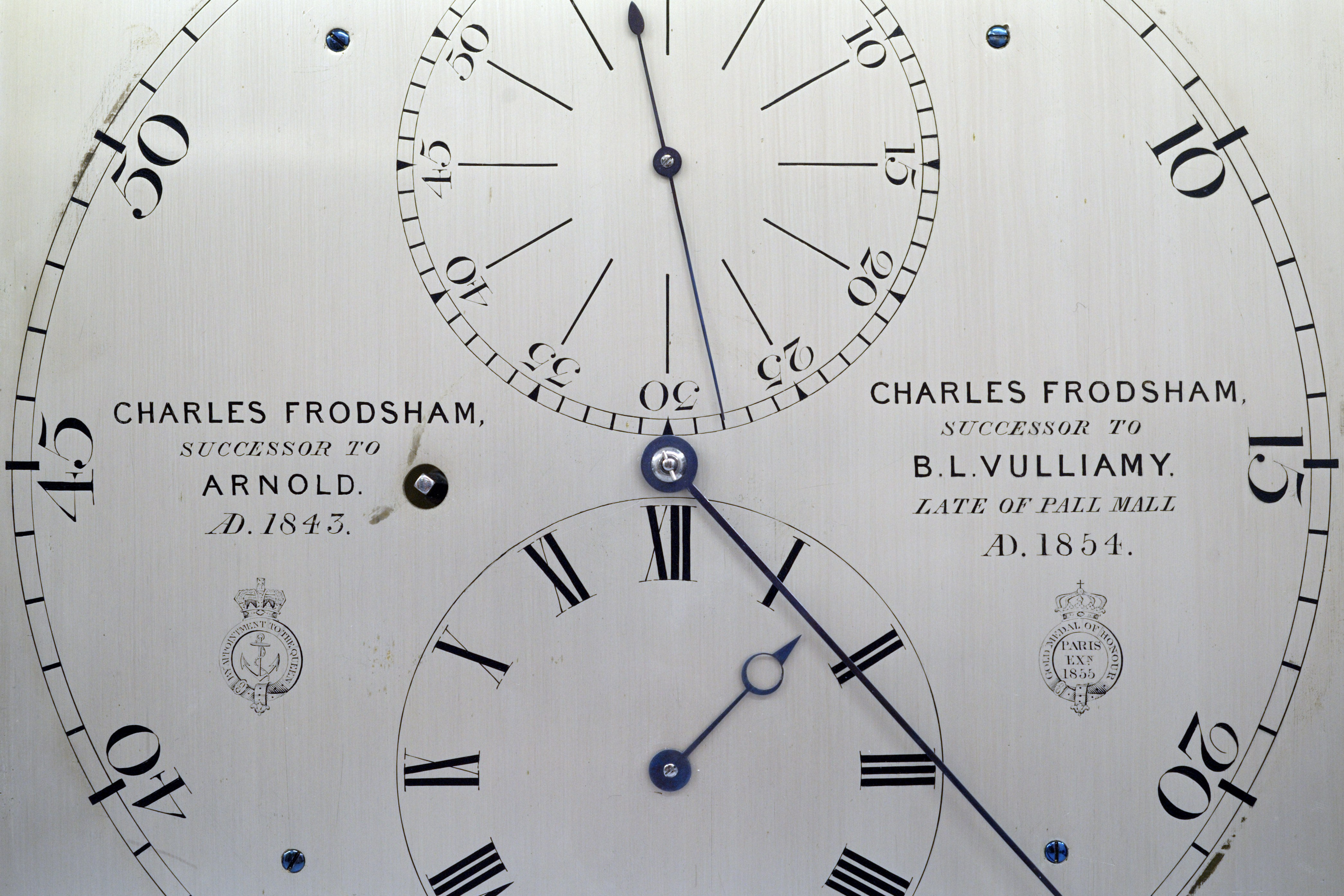
Esfera que muestra la sucesión de las empresas Arnold y Vulliamy

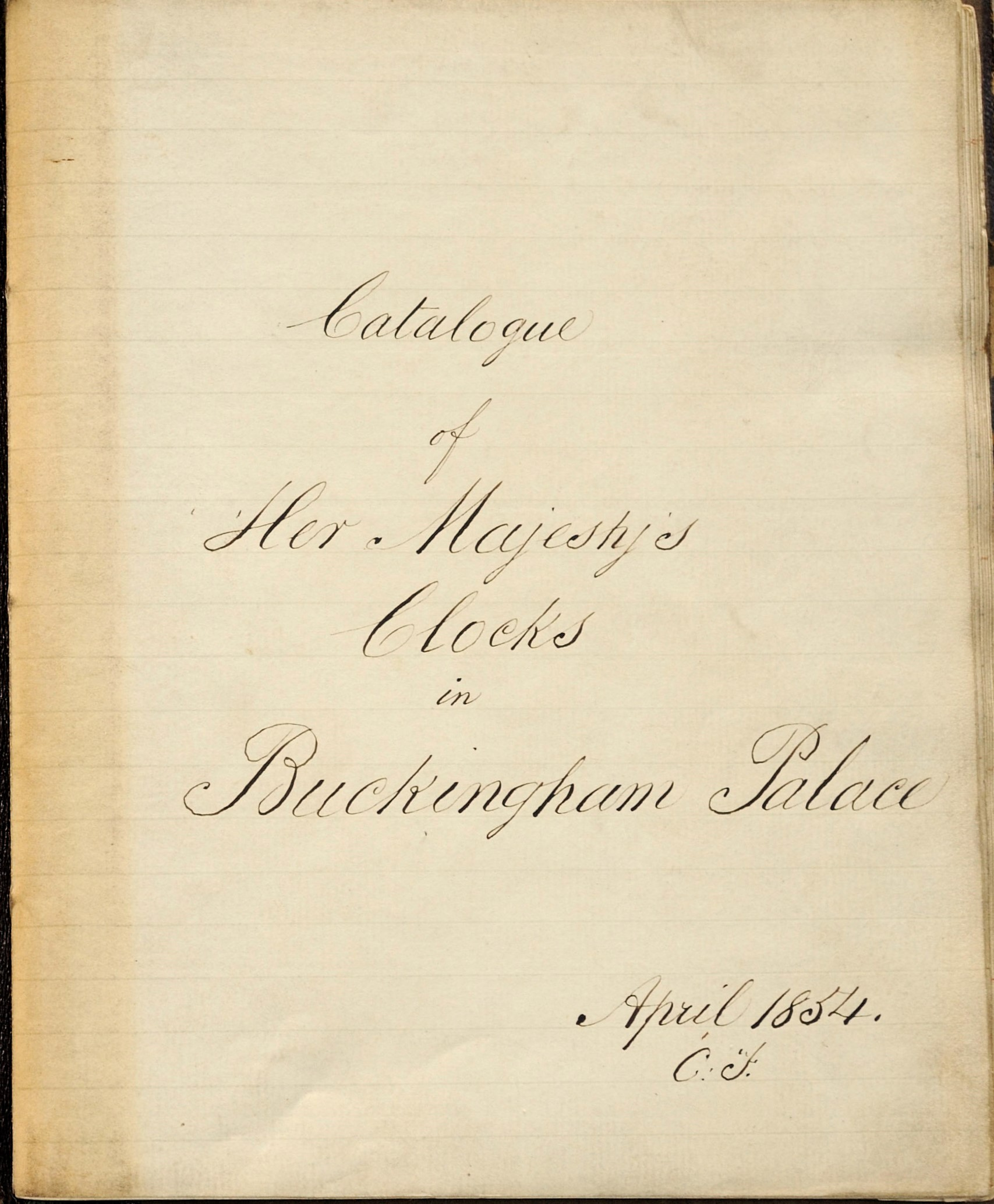
Portada del inventario de relojes del Palacio de Buckingham realizado por Charles Frodsham (abril de 1854)

A la muerte de Benjamin Lewis Vulliamy (1780-1854), Frodsham compró el fondo de comercio de la empresa Vulliamy y, por recomendación de Airy, sucedió a Vulliamy como «Superintendente y Guardián de los Relojes de Su Majestad en el Palacio de Buckingham», consolidando la posición de la empresa como relojero líder a nivel internacional.

## Sociedades relojeras
Frodsham fue miembro fundador y más tarde vicepresidente del Instituto Horológico Británico y miembro de la Worshipful Company of Clockmakers, donde sirvió como maestre en 1855 y 1862.

## Legado y sucesión

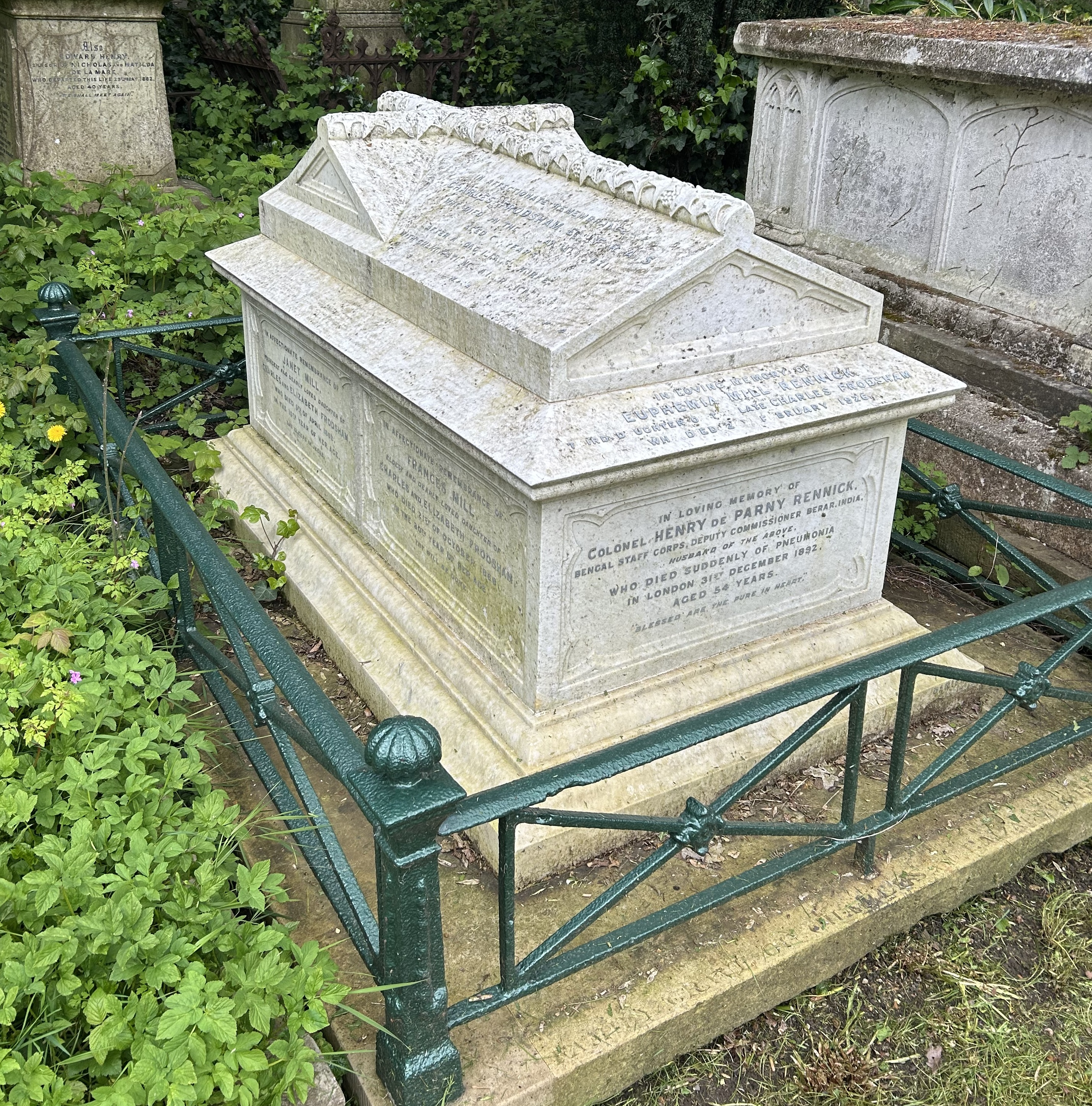
Tumba de Charles Frodsham en el Cementerio de Highgate

Frodsham murió de una enfermedad hepática en 1871 y fue enterrado en el lado occidental del Cementerio de Highgate, en Londres. Su obituario decía que "durante una larga y honorable carrera, se distinguió por su devoción a la ciencia de la relojería, que promovió enormemente, y sus ingeniosos trabajos sobre el tema son considerados como autorizados por los miembros del sector".
El hijo de Charles, Harrison Mill Frodsham (1849-1922), se hizo cargo de la empresa, siguiendo los pasos de su padre al publicar su propio material teórico sobre relojería, incluida una importante serie de artículos titulada "Algunos materiales para un currículum de Remontoires".

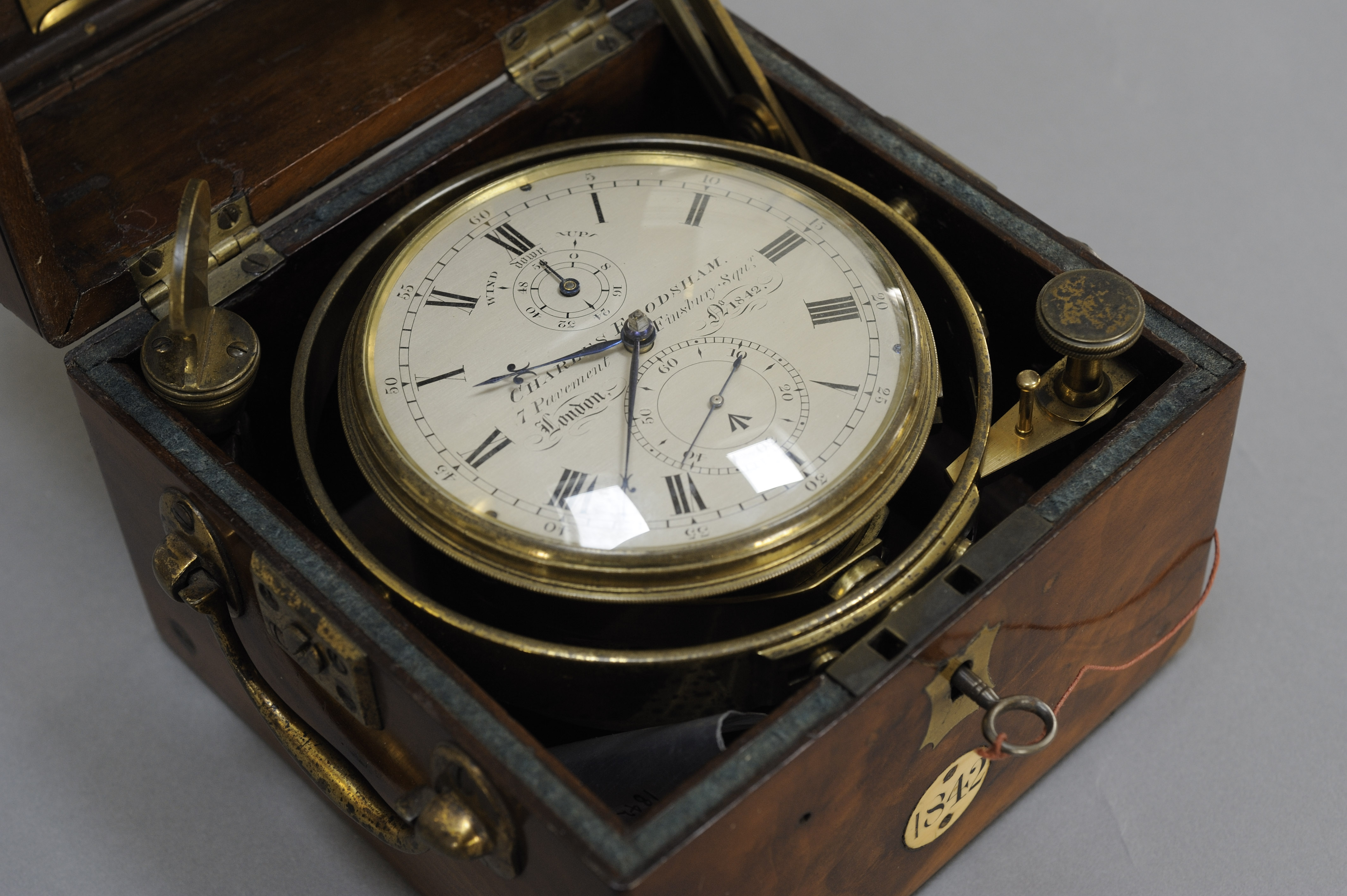
Cronómetro marino de Charles Frodsham no. 1842

La empresa continuó suministrando cronómetros marinos para las pruebas de Greenwich, logrando un éxito significativo. Entre 1831 y 1920, el Almirantazgo adquirió sesenta cronómetros marinos Charles Frodsham y varios cronómetros de bolsillo y relojes de cubierta, entre los que destaca un reloj utilizado por Ruth Belville, el Greenwich Time Lady, posteriormente incorporado a la colección de Lord Harris en Belmont.

## Cronometraje de precisión
En la segunda mitad del siglo XIX, la empresa suministró reguladores siderales para los nuevos observatorios que se estaban estableciendo en todo el mundo, especialmente el Observatorio de Sídney y el Observatorio de Melbourne en Australia; los de Padua, Palermo y Nápoles en Italia; y el Observatorio de Harvard y el Observatorio Lick en Estados Unidos.

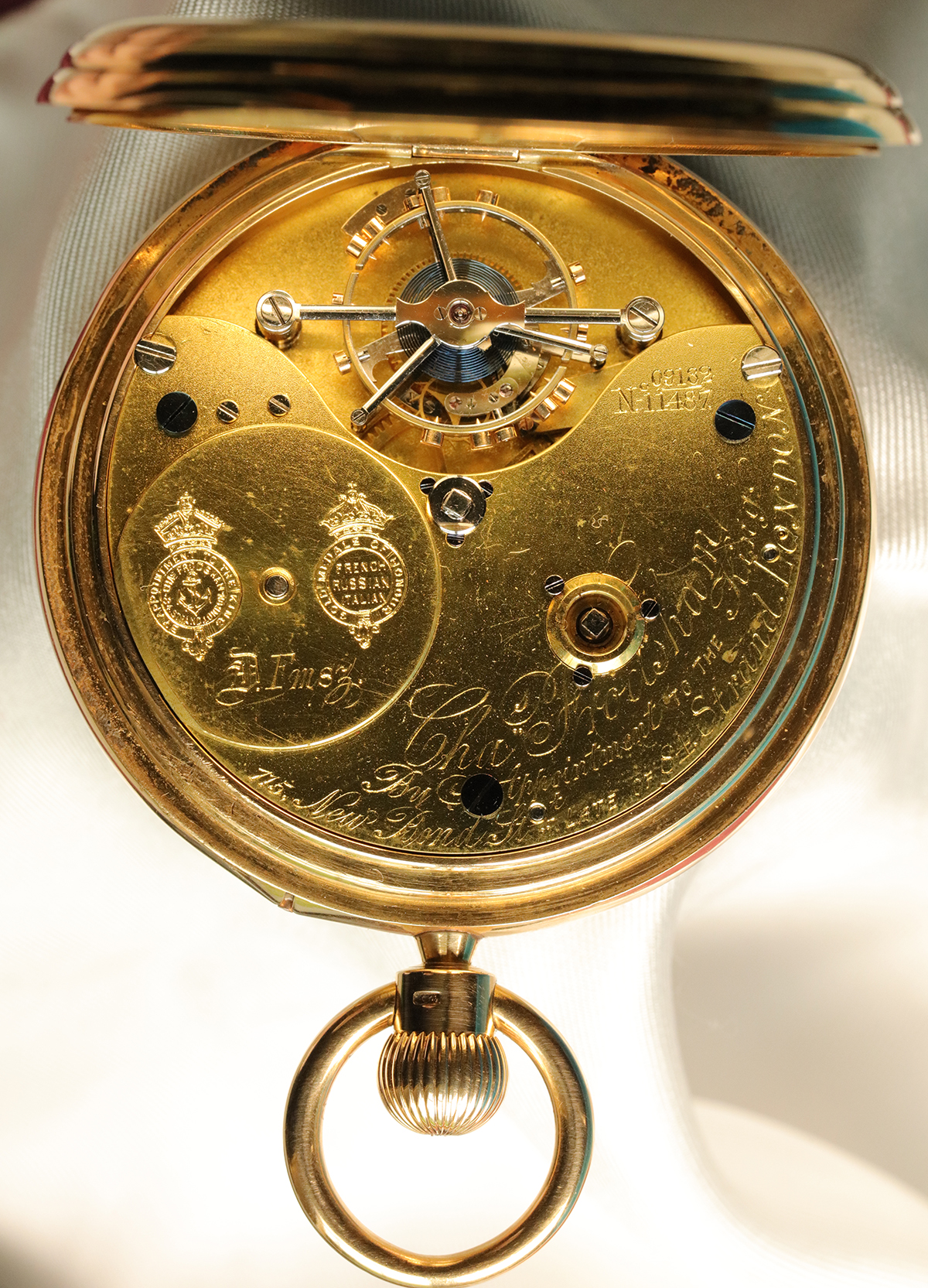
Tourbillon no. 09182 de Charles Frodsham, ahora en Belmont, que ostenta el récord de puntuación más alta para un reloj inglés obtenido en el Observatorio Real de Kew

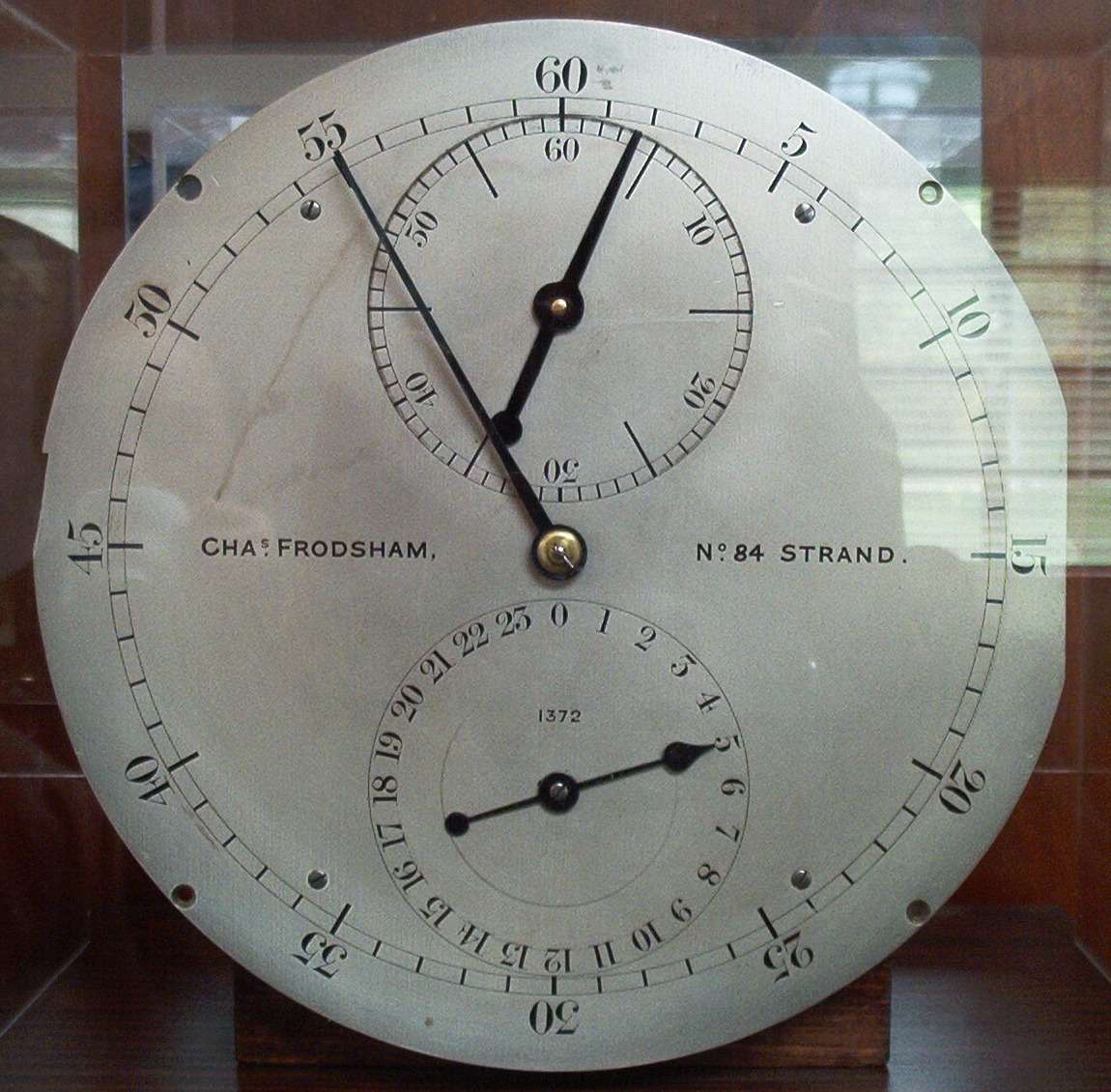
Regulador sideral expuesto en el Observatorio Norman Lockyer en Sidmouth (Devon), Originalmente instalado en el Observatorio de Física Solar en South Kensington

Además de la producción de relojes de bolsillo y relojes domésticos estándar de alta calidad, la empresa se especializó en relojes complicados, incluidos los relojes con tourbillon y karrusel, muchos de los cuales fueron sometidos a pruebas de observatorio y con frecuencia obtuvieron puntuaciones altas. El tourbillon Charles Frodsham No. 09182 (perteneciente a la colección Lord Harris en Belmont), con una puntuación de 93,9, ostenta el récord de puntuación más alta jamás alcanzada por un reloj inglés probado en el Observatorio de Kew. Estos relojes tenían inscritas las letras «AD. Fmsz». Este criptograma para el año «Anno Domini 1850» está formado por la secuencia numérica de las letras de Frodsham, con el añadido de Z para cero, y fue utilizada a partir de esa fecha por la firma para indicar su primera calidad.

## Historia corporativa
A partir de 1884, la empresa operó como Charles Frodsham.& Co., que se constituyó como sociedad anónima en 1893 y se trasladó a unas nuevas instalaciones en el número 115 de New Bond Street en 1895. En 1911 se abrió una nueva sucursal especializada en accesorios para motores en la cercana Dering Street, para vender velocímetros y relojes para automóviles. El negocio principal se trasladó nuevamente en 1914 al 27 de South Molton Street, Londres, donde permaneció hasta que los daños considerables causados por un ataque aéreo en 1941 obligaron a trasladarse al 62 de Beauchamp Place.
Desde finales de la década de 1940 hasta la década de 1970, la empresa residió en el 173 de Brompton Road, donde se concentró en la producción de relojes de repisa y de carruaje. En 1997, la empresa se trasladó a unas nuevas instalaciones minoristas en el 32 de Bury Street, St. James's, y estableció un taller de fabricación y conservación en East Sussex, donde continúa hoy, especializándose en relojería de precisión inglesa.